# GP Ouest France-Plouay 2008
El GP Ouest France-Plouay 2008 és una cursa ciclista que es disputà el 25 d'agost de 2008 pels voltants de Plouay, a la Bretanya. Es disputen 12 voltes a un circuit per completar un total de 229,2 km.
El vencedor d'aquesta edició fou el francès Pierrick Fédrigo, de l'equip Bouygues Telecom.

## Classificació general
|    | Ciclista           | Equip               | Temps      |
| -- | ------------------ | ------------------- | ---------- |
| 1  | Pierrick Fédrigo   | Bouygues Telecom    | 5h 42' 44" |
| 2  | Alessandro Ballan  | Lampre-Fondital     | m. t.      |
| 3  | David López García | Caisse d'Epargne    | + 03"      |
| 4  | Allan Davis        | Mitsubishi-Jartazi  | + 13"      |
| 5  | José Joaquín Rojas | Caisse d'Epargne    | m. t.      |
| 6  | Arnaud Gérard      | FDJ                 | m. t.      |
| 7  | Greg Van Avermaet  | Silence-Lotto       | m. t.      |
| 8  | Romain Feillu      | Agritubel           | m. t.      |
| 9  | Geoffroy Lequatre  | Agritubel           | m.t        |
| 10 | Manuele Mori       | Scott-American Beef | m.t        |

## Classificació individual de l'UCI ProTour 2008 després d'aquesta cursa[1]
| Posició | Ciclista               | Equip             | Punts |
| ------- | ---------------------- | ----------------- | ----- |
| 1       | Alejandro Valverde     | Caisse d'Epargne  | 123   |
| 2       | Damiano Cunego         | Lampre            | 104   |
| 3       | Andreas Klöden         | Astana            | 96    |
| 4       | Roman Kreuziger        | Liquigas          | 94    |
| 5       | Cadel Evans            | Silence-Lotto     | 85    |
| 6       | André Greipel          | Columbia          | 62    |
| 7       | Mikel Astarloza        | Euskaltel-Euskadi | 60    |
| 8       | Alessandro Ballan      | Lampre            | 60    |
| 9       | José Joaquín Rojas Gil | Caisse d'Epargne  | 60    |
| 10      | Alberto Contador       | Astana            | 58    |